# Nathalie Becquart
Nathalie Becquart (* 1969, Fontainebleau, Francie) je francouzská řeholnice, teoložka a filozofka. Od 6. února 2021 zastává funkci podtajemnice v biskupském sněmu. Je první ženou v historii, která má ve sněmu hlasovací právo. Od roku 2019 zde působila jako konzultantka.

## Život
Nathalie Becquart studovala na prestižní francouzské ekonomické škole HEC v Paříži. Studovala také teologii v jezuitském Centru Sèvres a sociologii na vysoké škole sociálních studií. Ve studiu pokračovala na Boston College School of Theology and Ministry v americkém Bostonu. V roce 1995 byla přijata do kongregace misionářek La Xavière (pojmenované po španělském katolickém misionáři Františku Xaverském).
Poté pracovala jako ředitelka Sítě ignaciánské mládeže ve Francii nebo národní koordinátorka pro skauting v chudých a multikulturních městských čtvrtích. Zastávala také funkci ředitelky Národní služby pro evangelizaci mladých a povolání při Francouzské biskupské konferenci.